# Marcel Têtu
Pour les articles homonymes, voir Têtu.
Marcel Louis Joseph Tétu, né le 30 octobre 1888 à Chalon-sur-Saône (Saône-et-Loire) et mort le 15 décembre 1983 à Nice, est un général de l'Armée de l'air française, resté fidèle à la France de Vichy après l'armistice.

## Biographie
Fils d'un avoué, Marcel Tétu est admis à l’École polytechnique en 1908 et opte pour l’arme de l’artillerie à sa sortie. Passé par la suite dans l'aéronautique, il y poursuit une carrière qui l’amène au rang de général de corps aérien. Il est nommé aux fonctions de second du chef d'état-major de l'Armée de l'air, le général Joseph Vuillemin, par le ministre de gauche Guy La Chambre.
Lors de la bataille de France, en mai-juin 1940, il est commandant des forces aériennes de coopération, chargé de la liaison entre les forces aériennes alliées et les forces terrestres pour le théâtre d’opérations du nord-est, auprès du général Georges,. La suprématie aérienne durant cette bataille est clairement côté allemand, du fait de la supériorité numérique de leur aviation (3 000 à 3 500 appareils allemands[réf. souhaitée] contre 1 200 avions français et 600 avions anglais[réf. souhaitée]), de l’expérience acquise en Espagne et en Pologne, de l’adéquation des appareils allemands, de la supériorité allemande en armes antiaériennes, et de l'organisation trop complexe du commandement allié,,, « l'état absolument misérable des liaisons entre les armées et les unités aériennes ». S'y ajoute la conception bien différente du rôle de l’aviation, les forces allemandes ayant opté pour une guerre totale, jouant de la terreur suscitée par les bombardements, y compris auprès des populations civiles. Au contraire, le général Tétu refuse toute attaque pouvant toucher des habitations civiles lorsque les blindés allemands avancent vers les Ardennes, quelques jours avant le franchissement de la Meuse.
Après l’armistice du 22 juin 1940, sa loyauté disciplinée envers le régime de Vichy le désigne pour être envoyé au Gabon afin de contrer la tentative de ralliement de la colonie à la dissidence gaulliste le 29 août 1940. Commandant militaire et vice-gouverneur général de l’Afrique-Équatoriale française (AEF), Tétu a pour mission d'y rétablir l’autorité de la métropole et de raffermir la volonté du gouverneur en titre Georges Pierre Masson,, qui avait accepté le ralliement aux Gaullistes avant de se rétracter sous la pression des hommes de Vichy,.
Le 26 octobre 1940, débutent les opérations militaires de la campagne du Gabon. Tétu a reçu de Pétain l’ordre de résister par les armes aux Forces françaises libres (FFL). Il dispose de quatre bataillons d’artillerie, de quatre bombardiers modernes, d’un aviso, Bougainville (PG-76), et du sous-marin Poncelet (Q141). Il mobilise également des colons pour combattre les troupes de la France libre. Le 9 novembre 1940, il est contraint de capituler à Libreville. Il refuse de se rallier aux Forces françaises libres (FFL) et est confié à l’hospitalité des Pères du Saint-Esprit, puis interné à Brazzaville comme prisonnier de guerre pendant deux années. Il en repart en 1943 pour Alger, où il se place sous les ordres du général Henri Giraud. 
Il meurt à Nice en 1983 à l'âge de 95 ans.
Le général Tétu était grand officier de la Légion d’honneur. Il est le père de Claude Tétu, haut fonctionnaire.